# Ana Beatriz Corrêa
Ana Beatriz Silva Corrêa est une joueuse brésilienne de volley-ball née le 7 février 1992 à Sorocaba. Elle mesure 1,88 m et joue au poste de centrale. Elle totalise 30 sélections en équipe du Brésil.

## Clubs
| Club                       | De        | À         |
| -------------------------- | --------- | --------- |
| Grêmio de Vôlei Osasco     |           | 2008-2009 |
| Praia Clube                | 2009-2010 | 2010-2011 |
| Osasco Voleibol Clube      | 2011-2012 | 2011-2012 |
| Sesi-SP                    | 2012-2013 | 2015-2016 |
| Osasco Voleibol Clube      | 2016-2017 | 2017-2018 |
| Rio de Janeiro Volêi Clube | 2018-2019 | 2018-2019 |
| Osasco Voleibol Clube      | 2019-2020 | …         |

## Palmarès

### Équipe nationale
- Grand Prix Mondial
  - Vainqueur : 2017.
- Ligue des nations
  - Finaliste : 2019.
- World Grand Champions Cup
  - Finaliste : 2017.
- Championnat d'Amérique du Sud
  - Vainqueur : 2019.
- Championnat du monde des moins de 20 ans
  - Finaliste : 2011.
- Championnat du monde des moins de 18 ans
  - Vainqueur : 2009.

### Clubs
- Championnat sud-américain des clubs
  - Vainqueur : 2011, 2014.
- Championnat du Brésil
  - Vainqueur : 2012.
  - Finaliste : 2009, 2014, 2017.
- Coupe du Brésil
  - Vainqueur :2008, 2018.
  - Finaliste : 2014, 2015.

### Distinctions individuelles
- Championnat du monde de volley-ball féminin des moins de 18 ans 2009: Meilleure contreuse.
- Grand Prix mondial de volley-ball 2017: Meilleure centrale[3].
- Ligue des nations féminine de volley-ball 2019: Meilleure centrale[4].
- Championnat d'Amérique du Sud de volley-ball féminin 2019: Meilleure centrale[5].